# Solar do Biju
Solar do Biju, ou campus avançado da UEFS em Santo Amaro, é a denominação do edifício que abriga o campus da Universidade Estadual de Feira de Santana no município de Santo Amaro, na Bahia.

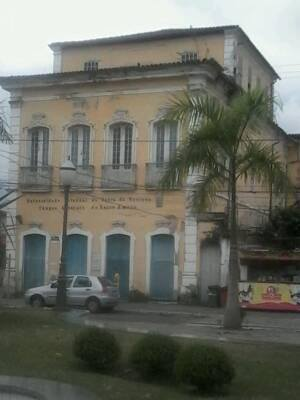
Solar do Biju.

O prédio foi doado à Uefs pela Prefeitura Municipal de Santo Amaro em 1997 e, posteriormente, foi tombado como patrimônio histórico e cultural.

## História
O edifício é um casarão do século XIX, construído em 1804 e final da construção no final do século XIX, situado na Praça da Purificação, foi bastante utilizado para o comércio.

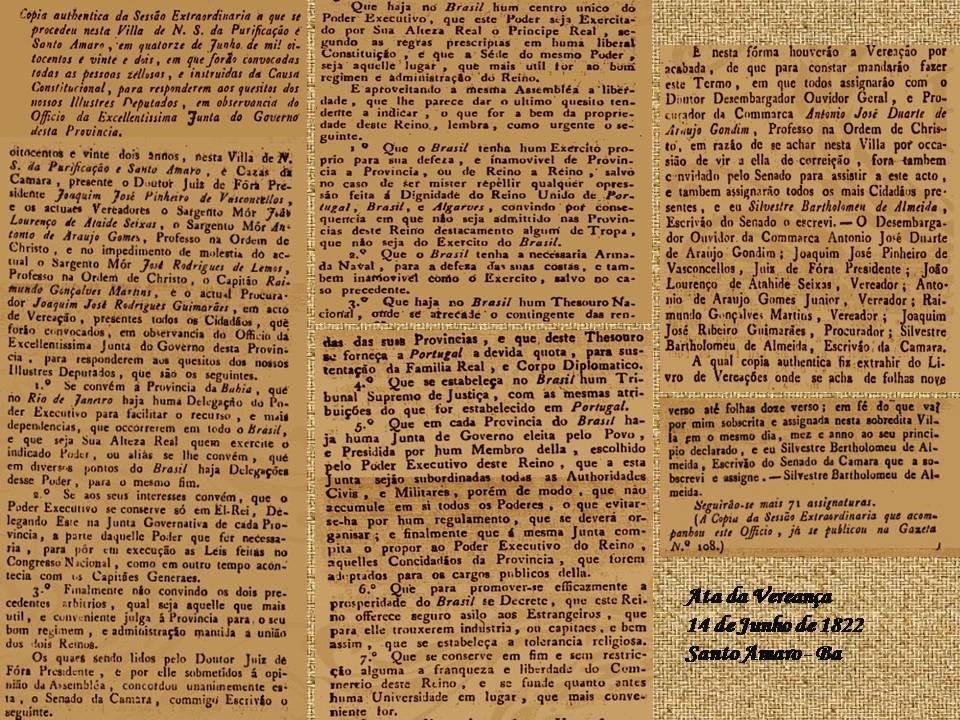
Em uma sessão na Câmara dos Vereadores (Solar Biju), dois meses antes do Grito do Ipiranga foi exposta a Ata da Vereança, que detalhava programa de governo para o Brasil independente.

Nele nasceu uma das personalidades históricas santamarenses, o Barão de Sergy, Francisco Lourenço de Araújo. Nele também foi assinada a Ata de Vereança de 14 de Junho de 1822, o primeiro documento oficial a manifestar o desejo brasileiro de separação política de Portugal.

## Arquitetura
O Solar do Biju possui dois pavimentos e um terceiro andar menor em destaque, chamado de água-furtada, similar à um sótão, com ampla varanda envidraçada. Suas paredes são de alvenaria mista, com pilares internos de tijolo.
A planta do solar é trapezoidal com circulação central. Sua fachada apresenta vãos com vergas em arco abatido, trabalhados em argamassa no estilo D. Maria I.
No primeiro pavimento, estão quatro janelas com balcão de frente para a rua.

## Estrutura
O Solar do Biju abriga o campus da UEFS em Santo Amaro como também outros departamentos culturais:

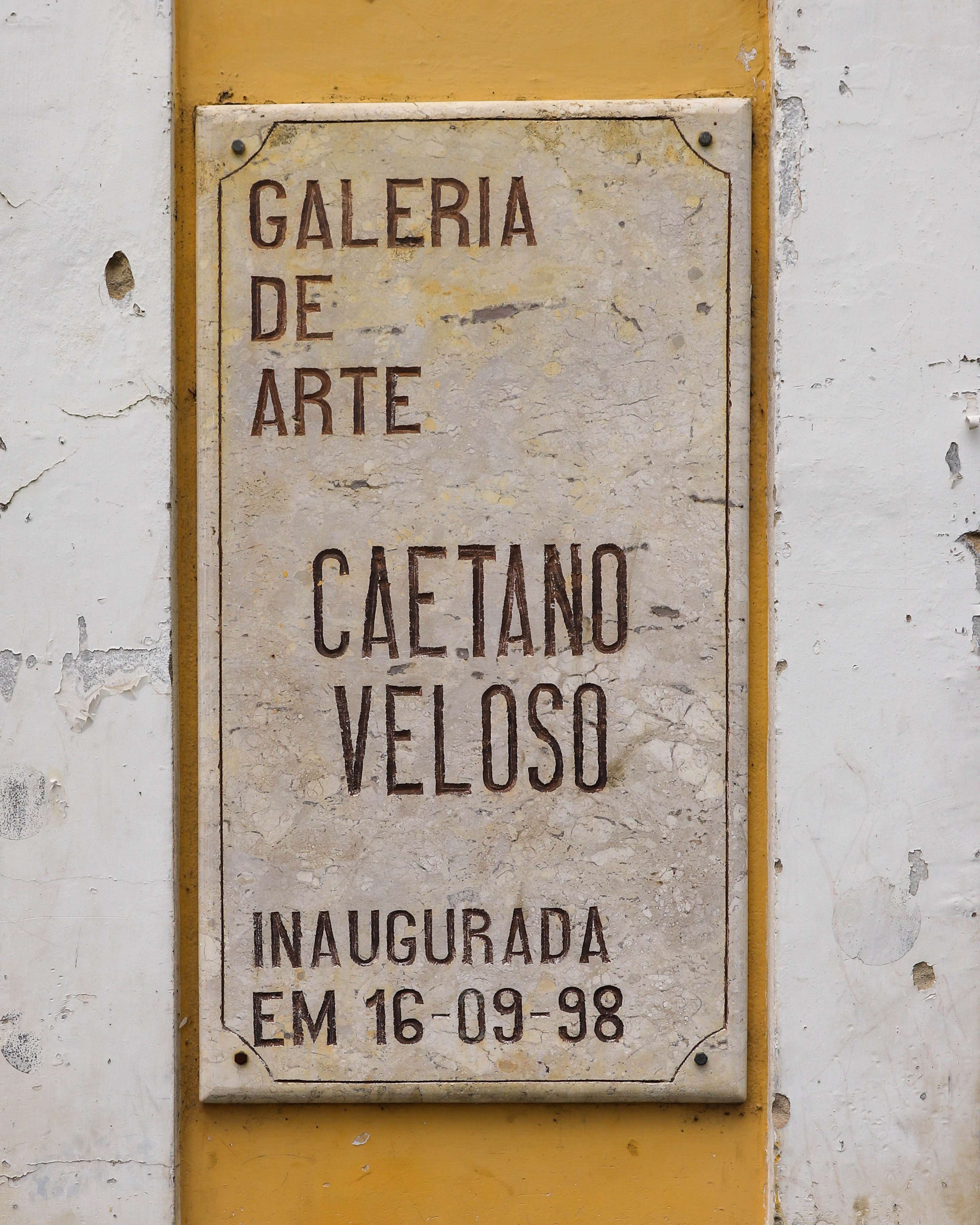
Placa Solar do Biju.

- Dois cursos de graduação: Letras Vernáculas e Ensino Fundamental
- Três núcleos temáticos – Estudos do Mar, Pró-Memória do Município de Santo Amaro e do Recôncavo Baiano e Escola Básica
- Biblioteca Setorial Solar do Biju
- Museu Galeria de Arte Caetano Veloso (funcionam como suporte às ações de ensino, pesquisa e à extensão cultural)[10]